# Chris Nahon
Chris Nahon (Soisy-sous-Montmorency, 5 dicembre 1968) è un regista e sceneggiatore francese.

## Carriera
Chris Nahon comincia la sua carriera come regista di videoclip e di spot pubblicitari, grazie a questa attività viene scoperto da Luc Besson che gli affida la direzione del film Kiss of the Dragon (2001) prodotto dallo stesso Besson, con un casting che comprendeva Jet Li, Tchéky Karyo e Bridget Fonda, che conobbe un buon successo. 
Nel 2005 gira L'impero dei lupi con Jean Reno, adattamento del romanzo dell'autore Jean-Christophe Grangé.

## Filmografia

### Regista
- Kiss of the Dragon (2001)
- L'impero dei lupi (2005)
- The Last Vampire - Creature nel buio (2009)
- Lady Bloodfight (2016)

### Sceneggiatore
- L'impero dei lupi, di Chris Nahon (2005)
- Skate or Die, di Miguel Courtois (2008)
- Le Baltringue, di Cyril Sebas (2010)